# 汉娜·蒙塔娜角色列表
这里列出了美国情景喜剧汉娜·蒙塔娜的主要角色列表。

## 麦莉·斯图尔特
麦莉·雷·斯图尔特（Miley Ray Stewart），由麦莉·赛勒斯饰演。麥莉是個平凡的鄰家女孩，她和所有青少女一樣，擔心下禮拜要交的報告或是明天的小考，但這個小女孩卻有著一個超級大秘密，那就是當她一戴上她的金色假髮，藏住她原本的棕髮，她就成了全美當紅的搖滾甜心孟漢娜（Hannah Montana）。為了在大明星和平凡學生間取得平衡，麥莉同時維持著雙重身分，並且努力守住這個祕密，而她和家人與朋友也為了守住這個秘密而笑料百出。

## 罗比·斯图尔特
罗比·雷·斯图尔特（Robbie Ray Stewart），由比利·雷·赛勒斯饰演。羅比是麥莉的父親，同時也是孟漢娜的經紀人和作曲人。

## 杰克逊·斯图尔特
杰克逊·罗德·斯图尔特（Jackson Rod Stewart），由杰森·艾尔饰演。傑克森是麥莉的哥哥，雖然平時他總是邋里邋塌，但還是個愛護妹妹的好哥哥。

## 莉莉·特拉斯科特
莉莲·“莉莉”·特拉斯科特（Lillian "Lilly" Truscott），由艾蜜莉·奥斯蒙饰演。說到麥莉最好的朋友，那一定就是莉莉了！莉莉是個活潑的滑板女孩，她是少數知道麥莉就是孟漢娜這個秘密的人，並且總是努力幫麥莉守住這個大秘密。

## 奥利弗·奥肯
奥利佛·奥斯卡·欧肯（Oliver Oscar Oken），由米切尔·莫索饰演。奧利佛是麥莉的死黨之一，平時是個傻里傻氣的男孩，但總是盡全力幫麥莉守住她的「雙重身分」的秘密。

## 里科·Suave
里科·Suave，由莫伊塞斯·阿里亚斯饰演。傑克森的老闆。事實上其實是傑克森打工的海邊餐廳的老闆的兒子不過常常以此惡整傑克森，是個聰明過頭的小孩，和傑克森亦敌亦友。